# Neptis ater
Neptis ater är en fjärilsart som beskrevs av Ushioda 1938. Neptis ater ingår i släktet Neptis och familjen praktfjärilar. Inga underarter finns listade i Catalogue of Life.